# کریستی گروبلار
کریستی گروبلار (انگلیسی: Christie Grobbelaar؛ زادهٔ ۲۵ مهٔ ۲۰۰۰) بازیکن راگبی ۷ نفره اهل آفریقای جنوبی است.
وی در مسابقات کشوری و بین‌المللی در مجموع برندهٔ ۱ مدال طلا، ۱ مدال نقره، ۱ مدال برنز شده است.